# Ptinus coquereli
Ptinus coquereli is een keversoort uit de familie klopkevers (Ptinidae). De wetenschappelijke naam van de soort werd in 1877 gepubliceerd door E. Peyron.